# آماپورا
آماپورا (به پرتغالی: Amaporã) یک سکونتگاه مسکونی در برزیل است که در پارانا واقع شده‌است.